# Maria Spelterini
Maria Spelterini (Berlino, 7 luglio 1853 – 19 ottobre 1912) è stata una funambola italiana.

## Biografia
Nativa di Berlino, ma originaria di Livorno, fu famosa per essere stata la prima, e forse l'unica, donna ad aver attraversato le cascate del Niagara, opera che compì più volte nel luglio del 1876. 
Era già famosa in Europa quando arrivò in America nel 1876 con il preciso intento di compiere l'impresa, in quanto si esibì e divenne popolare nel continente fra il 1872 e il 1873. 
Nel 1874 in Russia, a soli 21 anni, aveva attraversato i fiumi Moscova a Mosca e Neva a San Pietroburgo a circa 30 metri d'altezza.